# Судовий розпорядник
Судовий розпорядник — посадовець, який забезпечує додержання особами, які перебувають у суді, встановлених правил та виконання ними розпоряджень головуючого в судовому засіданні. Обов'язки:
- забезпечує належний стан залу судового засідання і запрошує до нього учасників цивільного процесу;
- з урахуванням кількості місць та забезпечення порядку під час судового засідання визначає можливу кількість осіб, що можуть бути присутні у залі судового засідання;
- оголошує про вхід і вихід суду та пропонує всім присутнім встати;
- слідкує за додержанням порядку особами, присутніми у залі судового засідання;
- виконує розпорядження головуючого про приведення до присяги перекладача, експерта;
- під час судового засідання приймає від учасників цивільного процесу документи та інші матеріали і передає до суду;
- запрошує до залу судового засідання свідків та виконує вказівки головуючого щодо приведення їх до присяги;
- виконує інші доручення головуючого, пов'язані із створенням умов, необхідних для розгляду справи.

Судовий розпорядник є державним службовцем категорії «В», призначається на посаду та звільняється з посади керівником апарату суду.
Законом про судоустрій і статус суддів встановлено, що у кожному суді діє служба судових розпорядників, але станом на кінець серпня 2020 року, фактично, не кожен суд в Україні має у своєму штаті судових розпорядників. У разі відсутності судового розпорядника у судовому засіданні його функції виконує секретар судового засідання.
У судах також існує посада старшого судового розпорядника, якому безпосередньо підпорядковані судові розпорядники.